# Alpha and Omega
Alpha and Omega és una pel·lícula d'animació estatunidenca dirigida per Anthony Bell, estrenada el 2010. La epl·lícula està realitzada en infografia i va ser projectada en alguns cinemes en format estereoscòpic (3D). És l'última pel·lícula en què va participar l'actor Dennis Hopper abans de morir el mateix 2010, la pel·lícula està pòstumament dedicada a ell. La pel·lícula no va rebre bones crítiques, però va resultar la pel·lícula d'animació de Lionsgate que més ha recaptat a les taquilles fins ara.

## Argument
Kate i Humphrey són dos llops que pertanyen a un dels dos ramats al "Parc Nacional Jasper" al Canadà, però en extrems oposats de l'ordre social. Kate és la filla del mascle Alfa del ramat oest, Winston, que està a punt d'ocupar el lloc del seu pare. Humphrey és un llop Omega, ple de fantasies que es passa el dia divertint-se amb els seus amics.
Humphrey és també un vell amic de Kate, i malgrat el seu baix rang al ramat, està secretament enamorat d'ella des que era cadell, amor prohibit per les lleis dels llops. Les dues escoles competeixen pel mateix territori, l'únic on encara hi ha caribús, de manera que Winston es posa d'acord amb Tony, el llop Alfa del ramat est, per unir els ramats amb el casament de Kate i el fill de Tony, Garth (també un Alfa). Però una nit, quan Kate i Humphrey són capturats i traslladats a una reserva a Idaho per repoblar l'espècie per guardaparcs es troben en territori desconegut, Tony considera l'assumpte com una negativa de Winston per fusionar els dos ramats i decideix prendre el territori per la força. Per sobreviure i tornar a casa, Kate i Humphrey ha de vencer l'instint i deixar de banda les seves rivalitats i enfrontar junts la difícil situació. Amb el pas del temps, i després d'haver experimentat diversos contratemps durant el viatge de tornada, Kate i Humphrey finalment es declaren el seu amor amagat des de la infància.

## Repartiment (veus)
- Justin Long: Humphrey
- Hayden Panettiere: Kate
- Christina Ricci: Lilly
- Danny Glover: Winston
- Dennis Hopper: Tony
- Christine Lakin: Reba
- Vicki Lewis: Eve
- Bitsie Tulloch: Sweets
- Brian Donovan: Salty
- Mela Lee: Candy
- Eric Price: Paddy

## Premis i nominacions

### Nominacions
- Nominada a l'Artios Award, de la Casting Society of America, destacant el responsable del repartiment Bernie Van De Yacht.

## Productes derivats
A més de l'estrena en DVD i Blu-ray de la pel·lícula el 2011, també se'n va fer un videojoc per a la Nintendo DS i un llibre, tots dos publicats el 2010.